# الهاشمية (الزرقاء)
الهاشمية هي إحدى مناطق محافظة الزرقاء في الأردن 
1. ↑  "Al Hashimiyah Map | Jordan Google Satellite Maps". www.maplandia.com. مؤرشف من الأصل في 2018-08-15. اطلع عليه بتاريخ 2020-05-23.